# Paraphyllum
Paraphyllum is een geslacht van rechtvleugeligen uit de familie doornsprinkhanen (Tetrigidae). De wetenschappelijke naam van dit geslacht is voor het eerst geldig gepubliceerd in 1913 door Hancock.

## Soorten
Het geslacht Paraphyllum  is monotypisch en omvat slechts de volgende soort:
- Paraphyllum antennatum (Hancock, 1913)